# Larenbu und Jimensuo
Larenbu und Jimensuo (chin. Larenbu yu Jimensuo) ist ein Epos der Tu- oder Monguor-Nationalität in der Volksrepublik China.

## Beschreibung
Es erzählt eine tragische Liebesgeschichte eines armen Mannes, Larenbu, und eines reichen Mädchens, Jimensuo. Larenbu wird von Jimensuos Bruder beschäftigt. Später verlieben sie sich ineinander. Sie können allerdings nicht heiraten, da Jimensuos Bruder und seine Frau sie auseinanderzuhalten versuchen.
Die ganze Dichtung besteht aus acht Abschnitten in einer Form des Singens und Geschichtenerzählens. Es ist eine der beliebtesten Liebesdichtungen der Tu.
In verschiedenen Gebieten gibt es unterschiedliche Versionen.
Die Version aus dem Autonomen Kreis Huzhu der Tu in der nordwestchinesischen Provinz Qinghai steht auf der Liste des immateriellen Kulturerbes der Volksrepublik China I-29 (29).